# La Gazette du Palais
La Gazette du Palais est une revue juridique hebdomadaire française, spécialisée dans l'analyse et la veille juridique, fondée en 1881.
Elle assure également pour les professionnels concernés les formalités auprès des greffes et la publication des annonces légales (la Gazette est habilitée pour les départements 75, 92, 93, et 94 et transmet à ses confrères de province les annonces pour les autres départements).
Elle appartient au groupe Lextenso.

## Historique
La revue Gazette du Palais, a été fondée en 1881 par un avoué à la cour, par ailleurs parlementaire (député des Deux-Sèvres de 1887 à 1898, sénateur du même département de 1906 à 1920 et aussi maire du Ier arrondissement de Paris), Léopold Goirand,. Pour en assurer la rédaction, les fondateurs firent rapidement appel à un illustre avocat du barreau de Paris, Fernand Labori (bâtonnier de Paris, il fut notamment l’avocat du capitaine Dreyfus et d’Émile Zola), premier rédacteur en chef de la Gazette. En 1882, sont recrutés Léon Maillard comme critique d'art et Léon Deschamps, dont le père était proche de Goirand.
L’avocat souhaita d’emblée en faire une revue au service des praticiens. Constatant que les revues savantes de l’époque (recueils Sirey et Dalloz) publiaient et commentaient les décisions avec un retard d'un ou deux ans, il fit le pari inverse, en fixant comme ligne une publication dans les deux ou au plus trois mois de leur prononcé. Il créa par ailleurs un recueil réunissant l'ensemble des décisions publiées, classées méthodiquement, comportant un index facilitant la recherche. Cette originalité de la Gazette – célérité de l'information et ses tables, « répertoire universel de jurisprudence » – ont conduit cette publication sur la voie du succès[réf. nécessaire].

## Publication
Chaque semaine, la Gazette du Palais propose :
- un panorama enrichi de l’actualité de la profession d'avocat.
- des analyses juridiques réactives de professionnels renommés.
- un dossier « Gazette spécialisée » pour suivre l’état du droit et la jurisprudence dans 13 domaines majeurs :
  - droit de la famille (4 rdv/an + le numéro spécial « États généraux du droit de la famille » organisés par le Conseil national des barreaux) ;
  - droit des sociétés (4 rdv/an) ;
  - droit du travail et de la protection sociale (4 rdv/an) ;
  - droit pénal et la procédure pénale (4 rdv/an) ;
  - procédure civile (4 rdv/an) ;
  - droit immobilier (3 rdv/an) ;
  - droit des entreprises en difficulté (4 rdv/an)
  - droit du dommage corporel (3 rdv/an) ;
  - droit des baux commerciaux (3 rdv/an) ;
  - droit du patrimoine (3 rdv/an) ;
  - droit des assurances (3 rdv/an) ;
  - droit bancaire (3 rdv/an) ;
  - droit pénal économique (2 rdv/ an).

La Gazette du Palais est disponible en version numérique feuilletable sur tous les écrans (ordinateur – smartphone - tablette) accessible à partir du Kiosque Lextenso.
L’ensemble des articles parus depuis 2000 sont accessibles en ligne à partir du Pack Avocat sur Lextenso.fr.
Gazette du Palais édite également une large gamme d’ouvrages pratiques tels que Réflexe Droit de la famille, Réflexe Procédure civile et Réflexe Contentieux administratif propose des formations telles que Les Entretiens du dommage corporel et les Entretiens du droit de la famille.